# Green Arrow
Green Arrow, på svenska även kallad Gröna Pilen och Röda Pilen, är en superhjälte som publiceras av DC Comics. Green Arrow är multimiljonären Oliver Queens alter ego. Han är delvis inspirerad av Robin Hood.
Green Arrows klädsel är vanligtvis en grön läderdräkt med gröna handskar, en grön hatt och en mask för ögonen. Hans främsta vapen är pilbåge och armborst med grönfärgade pilar som har många olika finesser som till exempel små ventiler som sitter längs hela pilen och när spetsen trycks in vid träff sprutar sömngas ut ur ventilerna. Han har många olika pilbågar och armborst. Oavsett vad han behöver för att till exempel komma förbi laser, "flyga" över tak och söva och oskadliggöra offer så har han alltid en "pryl" för ändamålet.
Green Arrow har setts världen över och bosatte sig dessutom under en kort tid i Metropolis. Under sin vistelse skapade han bekantskap med bland andra Clark Kent (Stålmannen) och hade också en kärleksrelation med Lois Lane.

## Green Arrow i andra media
Green Arrow framträder i TV-serien Smallville, där han spelas av Justin Hartley. Här är han klädd i en grön läderdräkt med luva och ett par svarta solglasögon. 
År 2012 spelades TV-serien Arrow in, vilken är baserad på serien om Green Arrow. Huvudrollen spelas av Stephen Amell.